# Lucius Cornelius Merula (consul en -87)
Pour les articles homonymes, voir Lucius Cornelius Merula.
Lucius Cornelius Merula  est un homme politique du dernier siècle de la République romaine, victime de la guerre civile contre Marius.

## Biographie
Il exerce le sacerdoce de Flamen Dialis (prêtre de Jupiter), et porte le bonnet de flamine en permanence, à la différence des autres flamines qui ne le portent que lorsqu’ils sacrifient.
En 87 av. J.-C., le Sénat le désigne comme consul suffect en remplacement du consul Cinna, qui vient d’être chassé de la ville par les conservateurs et déchu de son mandat.
Cette désignation pour laquelle Merula se fait beaucoup prier est surprenante : de nombreuses obligations et interdictions rituelles limitent les actions que peut faire le flamen dialis. Ainsi ce nouveau consul ne peut ni monter à cheval, ni voir une troupe romaine en armes, ni toucher un cadavre ni entrer dans un lieu où l’on brûle un mort, actions qu’un consul peut être amené à faire dans ces temps troublés. Dépourvu de toute utilité militaire, Merula apporte une garantie religieuse puissante à l’autre consul Octavius, qui cherche à se rassurer à force d’augures.
Rome est progressivement cernée par les forces de Marius, Cinna et Sertorius, les conservateurs négocient l'entrée dans Rome de Cinna et de Marius banni, et dans une volonté de conciliation Merula abdique de son consulat pour satisfaire aux exigences de Cinna. Néanmoins, il est la cible de fausses accusations lors de la vague d'élimination physique des ennemis politiques de Marius. Après avoir pris soin d’ôter son bonnet de flamine, car on considérait comme une faute qu’un flamine en soit porteur à sa mort, il monte au Capitole,
et il se suicide en s’ouvrant les veines dans le temple de Jupiter Capitolin. Il asperge de son sang les autels et la statue divine en implorant les dieux de le venger et de maudire Cinna et les siens.
Ce suicide en forme d’exécration frappa les Romains, impressionnés par la gravité extrême du sacrilège commis par un homme de bien pour entraîner la malédiction de la divinité sur lui-même et sur ceux qui étaient la cause de son acte.
Le sacerdoce de Flamen Dialis devient vacant jusqu’à la candidature du jeune Jules César en 83 av. J.-C., mais sa nomination est annulée par Sylla l’année suivante. La charge reste vacante jusqu’au règne d’Auguste  en 11 av. J.-C..